# Пудар, Иван
Иван Пудар (хорв. Ivan Pudar; род. 16 августа 1961, Земун) — югославский хорватский футболист, вратарь, и футбольный тренер.

## Карьера

### Клубная
За свою футбольную карьеру Иван Пудар выступал за югославские клубы «Хайдук Сплит» и «Спартак Суботица», а также за португальские команды «Эшпинью» и «Боавишта».
В августе 2018 года возглавил казахстанский «Каспий» (Актау). В декабре 2018 года покинул команду.

### В сборной
Пудар попал в состав сборной Югославии на Чемпионате мира 1982 года. Однако из 3-х матчей Югославии на турнире Пудар, будучи резервным голкипером, не появился ни в одном из них: в играх против сборных Северной Ирландии, Испании и Гондураса.

## Достижения
Хайдук Сплит
- Обладатель Кубка Югославии (2): 1983/84, 1986/87

Боавишта
- Обладатель Кубка Португалии (1): 1991/92